# Mölbis
Mölbis is een plaats in de Duitse gemeente Rötha, deelstaat Saksen. In 2010 telde Mölbis 562 inwoners.

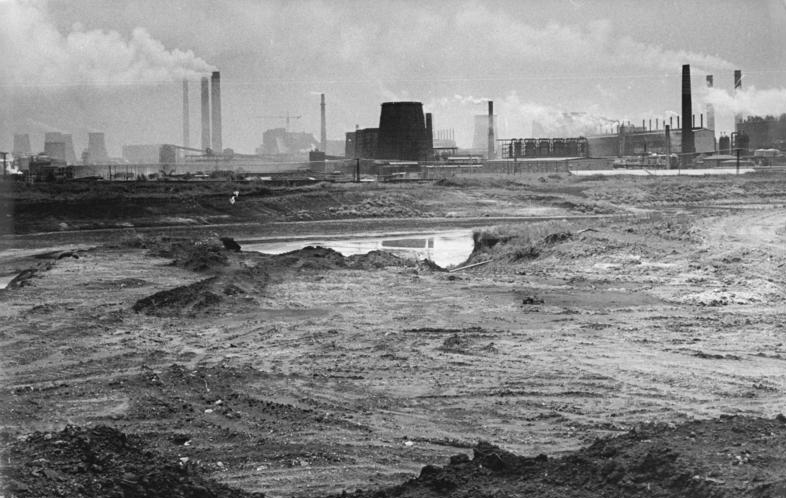
Kombinat Espenhain bij Mölbis in 1990

 Mölbis werd in Duitsland bekend als voorbeeld van de enorme milieuschade van de industrie van de DDR. Op slechts een kilometer ten zuidwesten van het dorp lag het Kombinat Espenhain waar sinds 1937 bruinkool werd omgezet in koolteer, olie en gas. Gedurende tientallen jaren lag het dorp letterlijk onder de rook en de gasuitstoot van het Kombinat. Zelfs voor DDR-maatstaven was het dorp zodanig onleefbaar dat het inwonertal afnam van 1030 in 1946 tot 355 in 1990.
In 1999 werd de gemeente Mölbis geannexeerd door de gemeente Espenhain, die op 1 juli 2015 werd opgenomen in de gemeente Rötha.